# Porolepiformes
Porolepiformes là tên gọi khoa học của một bộ cá vây thùy tiền sử, đã từng sinh sống trong kỷ Devon, khoảng 416 tới 359 triệu năm trước. Nhóm này chứa 2 họ là Holoptychiidae và Porolepidae. Nhóm này đã từng được một nhóm các nhà cổ sinh vật học Thụy Điển, như Erik Jarvik, cho là đã phát sinh ra kỳ giông (bộ Caudata) và ếch giun (bộ Gymnophiona) độc lập với các loài động vật bốn chân khác, một quan điểm đã không còn được công nhận nữa trong cổ sinh vật học. Jarvik cho rằng sự tồn tại của khe hở sau mũi ở Porolepiformes, một đặc trưng có thể liên kết chúng với động vật bốn chân, nhưng điều này đã bị bác bỏ do nó dựa trên các diễn giải sai về các cổ vật hóa thạch.. Tái tạo phát sinh chủng loài gần đây đặt Porolepiformes gần với cá phổi

## Hình ảnh

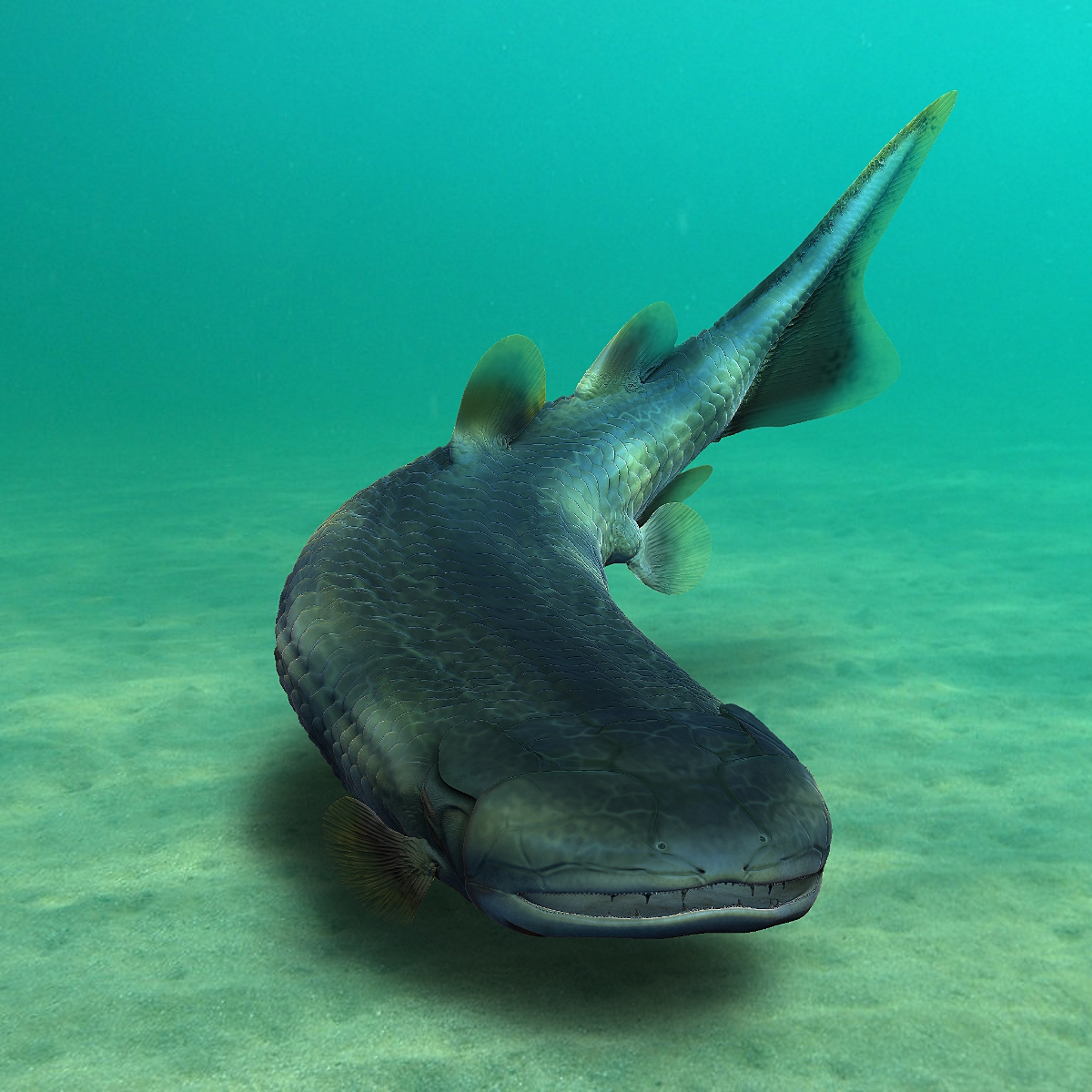
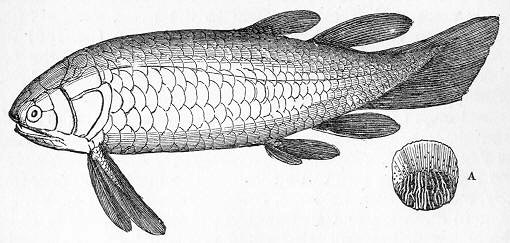

## Phân loại
- Họ Porolepidae †
  - Heimenia
  - Porolepis
- Họ Holoptychiidae †
  - Ventalepis
  - Duffichthys
  - Glyptolepis
  - Holoptychus
  - Laccognathus
  - Pseudosauripterus